# Іден Ченг
Іден Ченг (англ. Eden Cheng, нар. 2 грудня 2002) — британська стрибунка у воду.
Учасниця Олімпійських Ігор 2020 року, де в синхронних стрибках з 10-метрової вишки разом з Луїс Тулсон посіла 7-ме місце.